# Lennie Kristensen
Lennie Lange Kristensen (Silkeborg, 16 mei 1968) is een Deens voormalig wielrenner en mountainbiker. Hij reed voor onder meer Team Fakta en CSC.

## Carrière
Lennie Kristensen begon zijn carrière als mountainbiker en werd in 1992 Deens kampioen bij de amateurs. In 1997 werd hij Europees kampioen XC bij de elite. Vervolgens begon hij zich te concentreren op het wegwielrennen en wist onder meer een etappe te winnen in de Ronde van Normandië. In 2003 eindigde hij met miniem verschil als tweede in het eindklassement van de Tour Down Under.
Kristensen deed namens Denemarken mee aan de Olympische Spelen van 1996 (Atlanta) op de mountainbike. Hij eindigde in 1996 als zevende, op 8:24 minuut achterstand van winnaar Bart Brentjens, in de olympische mountainbikerace, die in Atlanta voor het eerst op het olympisch programma stond.

## Belangrijkste overwinningen
1992
- Deens kampioen mountainbike, Amateurs

1997
- Europees kampioen mountainbike, Elite

1999
- 1e etappe, deel A Ronde van Langkawi

2000
- 4e etappe Ronde van Normandië

## Resultaten in voornaamste wedstrijden
| Jaar | Milaan-San Remo | Amstel Gold Race |
| ---- | --------------- | ---------------- |
| 2002 |                 | 82e              |
| 2003 | 88e             |                  |

Andresen ·
Foghmar · 
Hansen ·
C. Holm · 
M. Holm ·
Jonasson ·
Kristensen ·
Lohse ·
Nielsen · 
Sørensen · 
Østergaard
Andresen ·
Hansen ·
Holm · 
Jonasson ·
Kristensen ·
Kryger ·
Ljungqvist ·
Meinert-Nielsen ·
Nielsen · 
Sonne ·
Sørensen
Andresen ·
Arvesen ·
Hansen ·
Johansen · 
Kristensen ·
Kyneb · 
Lhoir ·
Ljungqvist ·
Lochowski ·
Nielsen · 
Petersen ·
Skelde ·
Sonne ·
Sunderland ·
Vestøl ·
Bak (stagiair) ·
Ingeby (stagiair) ·
Wilson (stagiair) 
Andresen ·
Arvesen ·
Bäckstedt ·
Bak ·
Johansen · 
Jørgensen · 
Kristensen ·
Lhoir ·
Ljungqvist ·
Lochowski ·
Petersen ·
Rasmussen · 
Skelde ·
Sonne ·
Sunderland ·
Vestøl
Blaudzun · 
Bruun Eriksen ·
Calvente ·
Christensen ·
Dean ·
Hamilton ·
Hoffman ·
Jalabert ·
Kristensen ·
Luttenberger ·
Madsen ·
Michaelsen · 
Peron ·
Piil ·
Piziks ·
Sandstød ·
Sastre ·
Schleck ·
Sørensen · 
Tafi ·
Van Bondt ·
Van Hyfte ·
Arroyo (stagiair) ·
Knudsen (stagiair) ·
Urtasun (stagiair)